# Principi de legalitat
El principi de legalitat és aquell segons el qual tot acte jurídic dels òrgans de l'Estat ha d'ésser sotmès a l'ordenament jurídic vigent i, en especial, que els reglaments i actes jurídics s'adeqüin a la llei formal, evitant d'aquesta manera que estiguin sotmesos a l'arbitrarietat de la voluntat de les persones.
Contraposat a l'arbitrarisme administratiu i judicial, el principi de legalitat és una de les consagracions polítiques de l'Estat de Dret, i es fonamenta en la teoria clàssica de la divisió de poders. Bé que hom vol trobar-ne l'origen en la Magna Charta Libertatum anglesa (1215), amb més seguretat cal situar-lo en els corrents liberals del S. XVIII, els quals assenyalen la consagració del principi de legalitat com a base de l'estat liberal.
A l'Estat espanyol, la Constitució és superior a la llei i a la resta de normes de l'ordenament; per tant, el principi de legalitat està subordinat al principi de constitucionalitat.